# Renewable Energy Corporation
Renewable Energy Corporation ASA (REC) är ett norskt solenergiföretag med huvudkontor i Sandvika i Bærum. Företaget grundades 1996 under namnet Fornybar Energi AS. Dagens företagsstruktur är resultatet av en fusion i september 2000 mellan ScanWafer AS, SolEnergy AS och Fornybar Energi AS. REC är noterat på Oslobörsen och företagets marknadsvärde den 22 juni 2011 är 10,2 miljarder norska kronor. Koncernchef 2005–2009 var Erik Thorsen och från och med 2009 Ole Enger.